# Silotjärnen
Silotjärnen är en sjö i Rättviks kommun i Dalarna och ingår i Dalälvens huvudavrinningsområde. Sjön har en area på 0,0999 kvadratkilometer och ligger 283,2 meter över havet.

## Delavrinningsområde
Silotjärnen ingår i det delavrinningsområde (680290-146658) som SMHI kallar för Inloppet i Notsjön. Medelhöjden är 338 meter över havet och ytan är 23,7 kvadratkilometer. Det finns inga avrinningsområden uppströms utan avrinningsområdet är högsta punkten. Råmåsjöån som avvattnar avrinningsområdet har biflödesordning 4, vilket innebär att vattnet flödar genom totalt 4 vattendrag innan det når havet efter 399 kilometer. Avrinningsområdet består mestadels av skog (81 procent). Avrinningsområdet har 0,47 kvadratkilometer vattenytor vilket ger det en sjöprocent på 2 procent.